# 瓦尔斯比尔
瓦尔斯比尔（德語：Wallsbüll）是德国石勒苏益格－荷尔斯泰因州的一个市镇。总面积13.23平方公里，总人口887人，其中男性438人，女性449人（2011年12月31日），人口密度67人/平方公里。